# Niko Pirosmanis hus
Niko Pirosmanis hus ("Niko Pirosmansshvili State Museum of the National Agency for the Cultural Heritage Preservation of Georgia") är ett personmuseum över den georgiske naivistiske konstnären Niko Pirosmani i Mirzaani i Kachetien i Georgien.
Trots små inkomster lyckades Niko Pirosmani spara pengar genom arbete på järnvägen och försäljning av mejeriprodukter för att bygga ett hus i sin  hemby för en syster. Huset uppfördes 1898, och Niko Pirosmani kom ofta på besök i huset.
Museet grundades 1960. Det innefattar ett bostadshus med uthus, samt en utställningshall som byggdes 1979. I museet finns 14 originalmålningar av Pirosmanis, bland andra "Liggande kvinna", "Kvinna med påskägg" och "Porträtt av Sjota Rustaveli".
En skulptur över Pirosmani av skulptören Vazha Mikaberidze (född 1967) står nära huset.

## Bildgalleri

Porträtt av Sjota Rustaveli, 1913
Kvinna med påskägg, 1916–1918, olja på papp
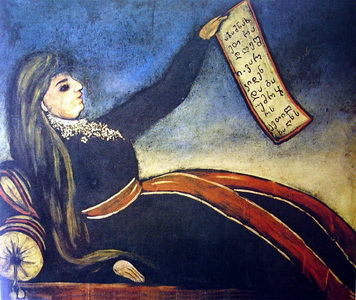
Liggande kvinna, före 1919
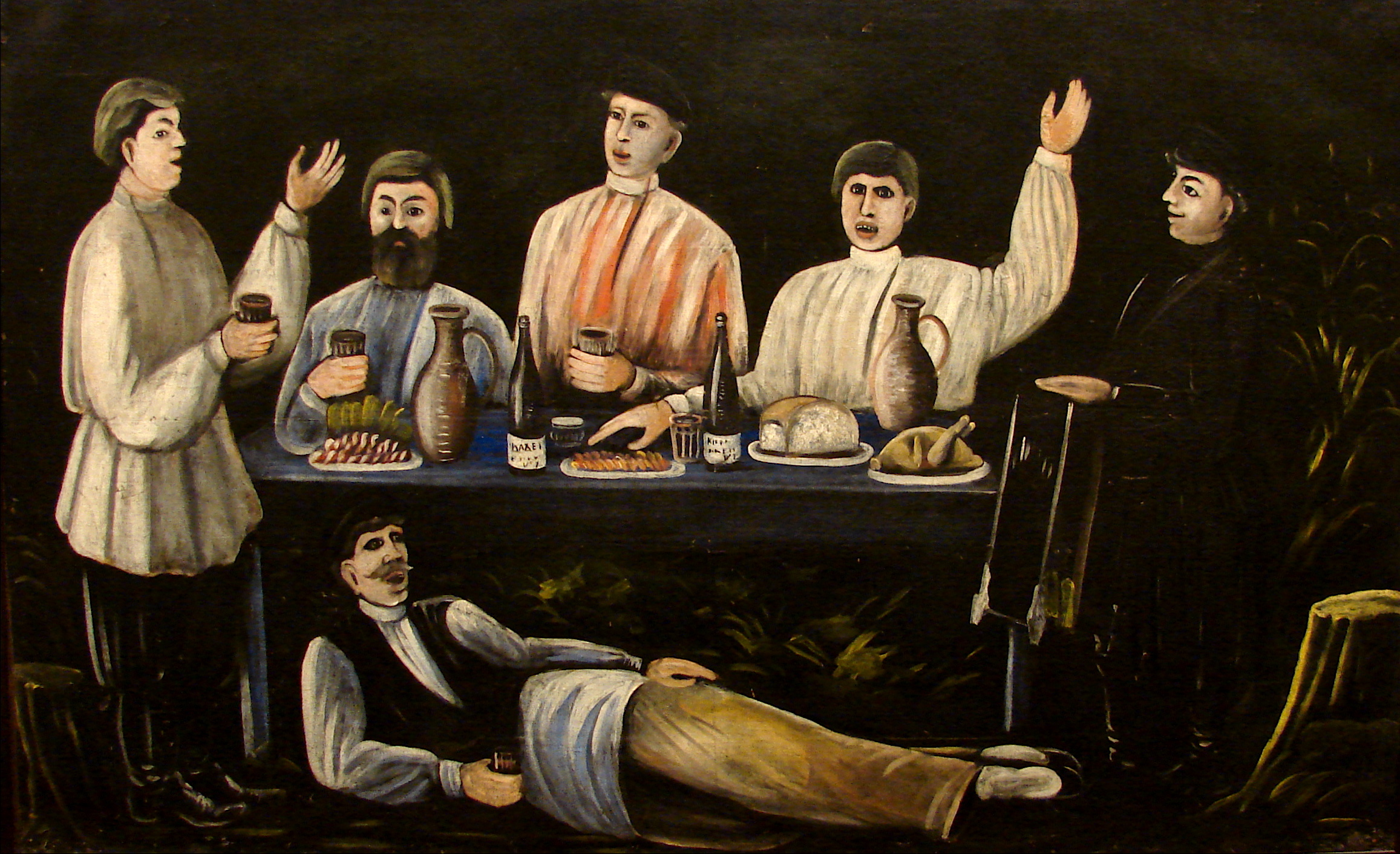
Molokanernas fest
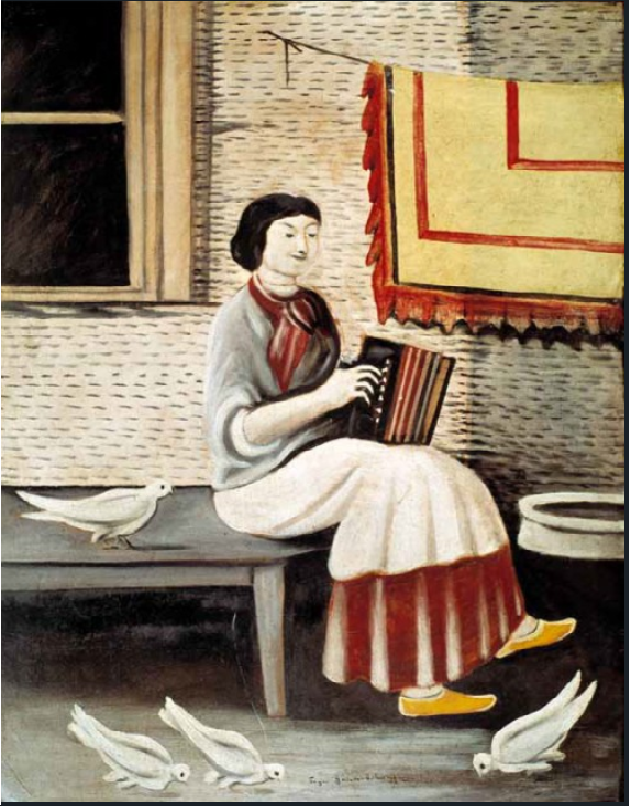
"Sona Gorashvili spelar dragspel", 1898
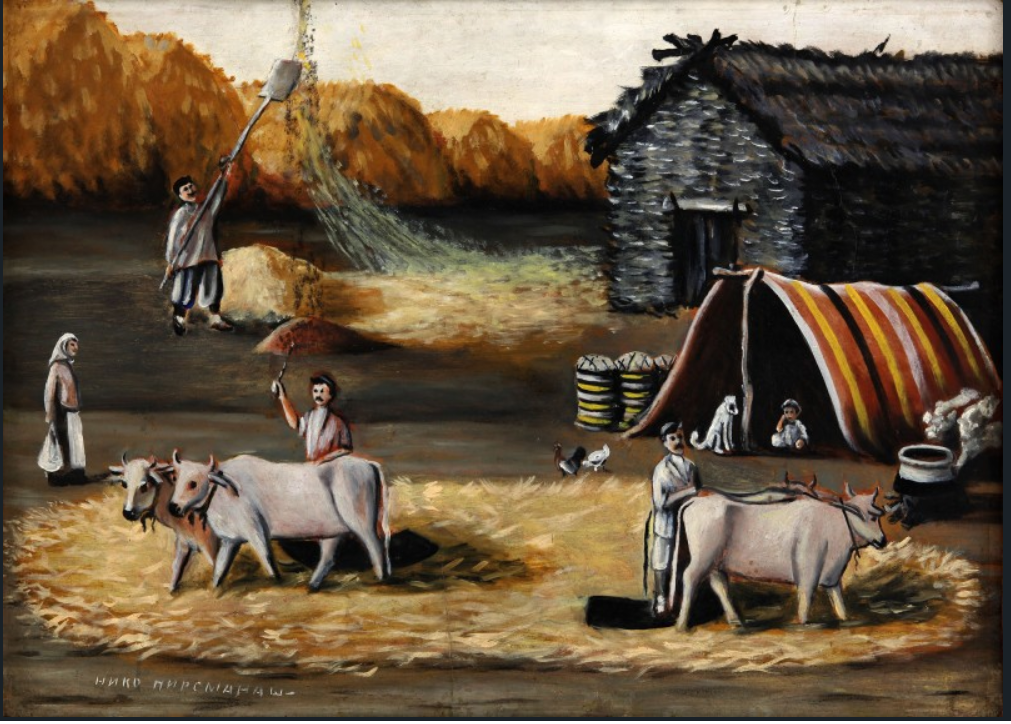
Tröskning i byn, 1890-talet
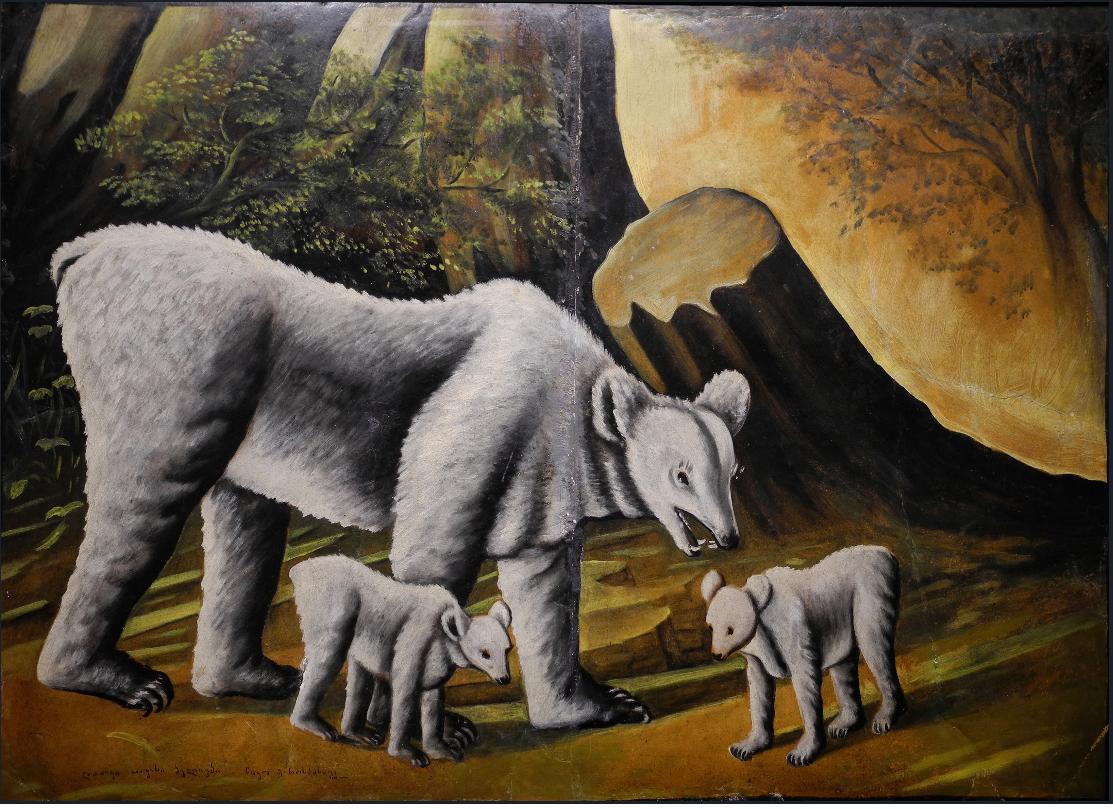
Björnhona och ungar